# دره تورگان
درهٔ تورگان یا درهٔ تُرکان منطقه‌ای هزاره‌نشین در افغانستان، واقع در ولسوالی جغتو، ولایت غزنی است.

## مردم‌شناسی
جمعیت این منطقه را هزاره‌ها تشکیل می‌دهند و به زبان فارسی با گویش‌های هزارگی و دری صحبت می‌کنند.